# Kodak Ektachrome

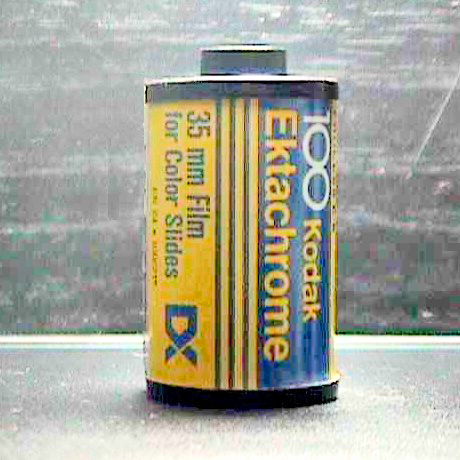
Ektachrome 100 - Film pour diapositives couleur.

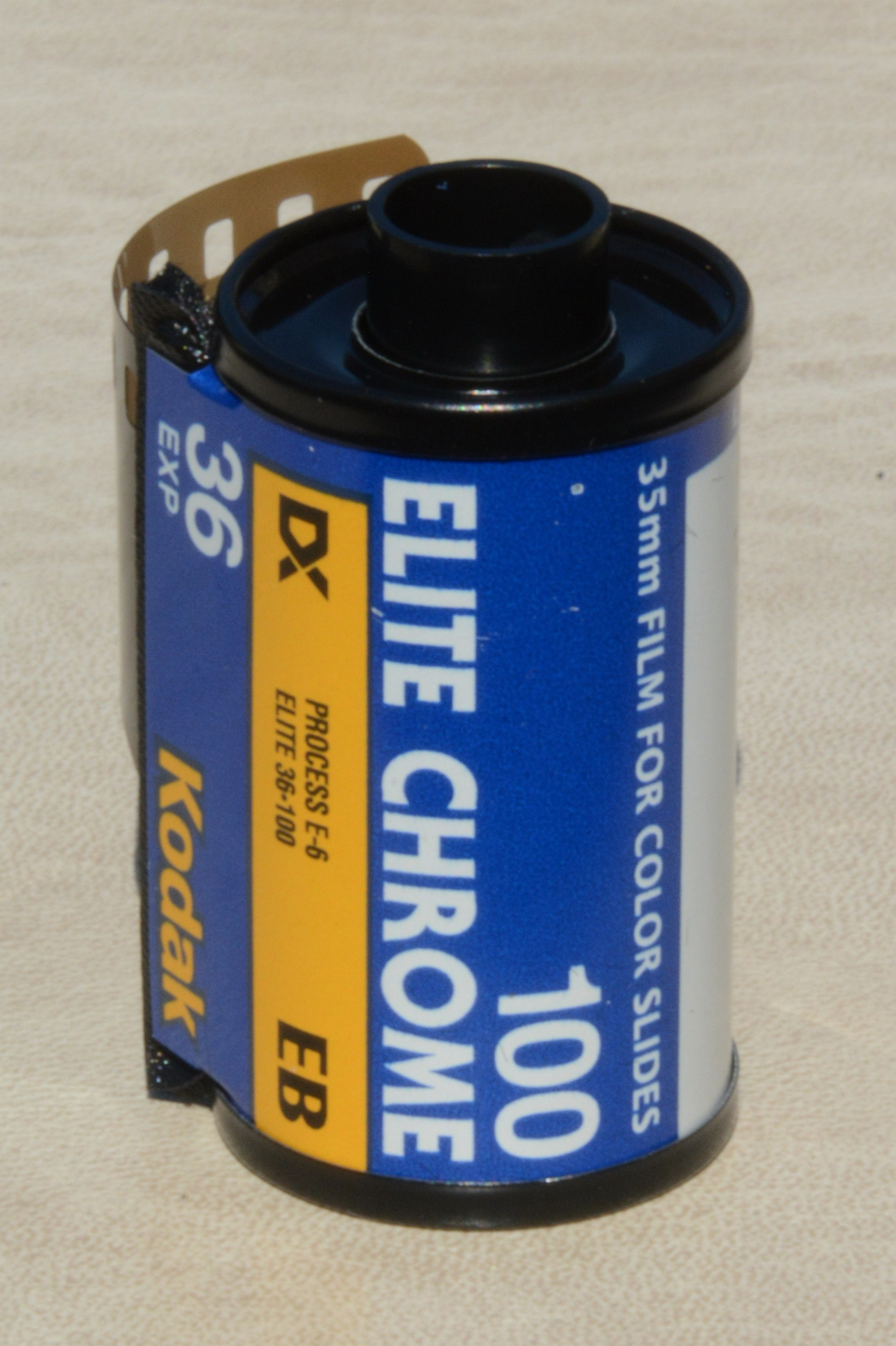
Elite Chrome 100 de Kodak

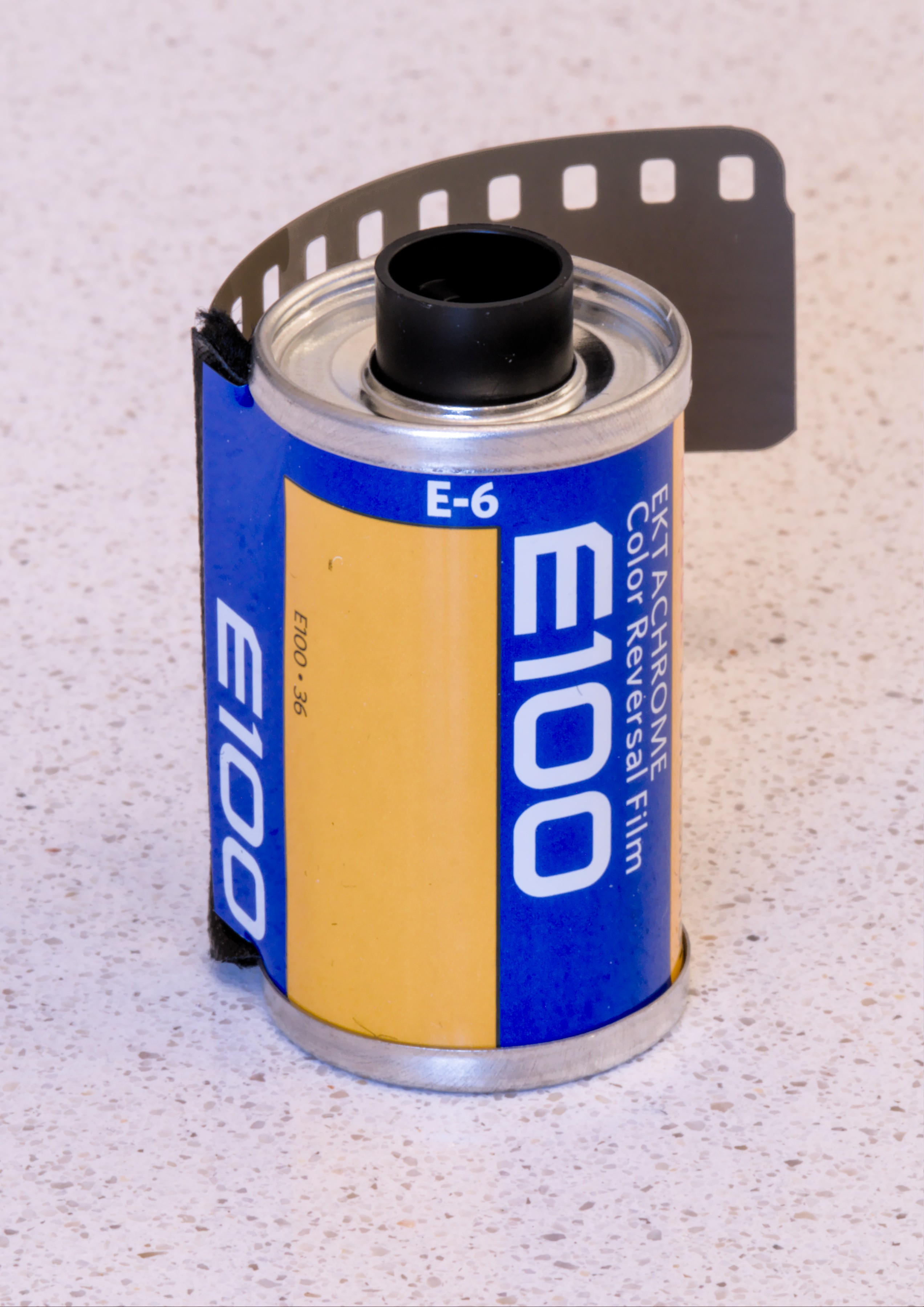
Nouvelle Kodak Ektachrome E100 au format 135

Ektachrome est un film inversible couleur produit par la firme américaine Kodak.
Jusqu'à la fin de sa commercialisation en 2012, il était historiquement disponible dans de nombreux formats pour la télévision, le cinéma (35 mm, 16 mm, Super 8) et la photographie (notamment en 35 mm, 120 et en plans-films).
Après avoir annoncé sa volonté de le refabriquer en 2017, la société Kodak Alaris commercialise, depuis 2018, le film Ektachrome 100 aux formats 35 mm et 120, pour la photographie, ainsi que 16 mm et Super 8, pour le cinéma.

## Principe
L'Ektachrome, initialement développé au début des années 1940, permettait aux professionnels et aux amateurs de traiter leurs propres films. Il rendait aussi l'introduction de films couleurs inversibles en grand format plus simple. La production du Kodachrome en plans-films (feuilles) sera abandonnée.
Bien que le Kodachrome ait longtemps été considéré comme un film de qualité supérieure, l'amélioration apportée dans la fabrication des films a quelque peu estompé les différences entre les deux procédés. En outre, le développement du Kodachrome nécessitait de faire appel à un laboratoire de la marque, ce qui allongeait le délai de traitement (de l'ordre de sept jours). Depuis les années 1950, il était possible à de petits laboratoires professionnels de s'équiper pour le développement de l'Ektachrome. Au fil du temps, le procédé a évolué de l'E-1 à l'E-5 puis au traitement E-6. Celui-ci pouvait être mis en œuvre par de petits laboratoires ou par l'amateur avec une simple cuve de développement. L'autre intérêt était de pouvoir faire des ajustements très précis au moment du développement pour corriger l'exposition des films, les laboratoires fournissaient ainsi des bandes test aux professionnels (développement de quelques vues en début de bobine) avant de procéder au traitement final en appliquant les corrections demandées par les photographes.
Par ailleurs, alors que le Kodachrome n'offrait qu'un choix limité de sensibilités (25 et 64 ISO, et plus tard 200 ISO ; plus 40 ISO en lumière artificielle), les films Ektachrome ont été disponibles dans de nombreuses sensibilités : pour les versions « lumière du jour » (daylight) en 50, 64, 100, 200, 400, et P800/1 600 ISO, et pour la lumière artificielle (tungsten) en 64, 160, et 320 ISO, lesquelles pouvaient être « poussées » comme les émulsions noir et blanc pour des utilisations extrêmes.

## Historique des traitements[3]
- E-1 : Procédé initial pour le traitement des plans-films et des bobines (1946-années 1950)
- E-2 : Procédé amélioré pour le traitement des films en bobine (1955-1966)
- E-3 : Procédé amélioré pour le traitement professionnel des plans-films et des bobines Kodak EP professionnelles (années 1950-1976)
- E-4 : Procédé amélioré pour le traitement des films en bobine (1966-1977, utilisé en photomicrographie (Kodak PCF) jusqu'aux années 1980 et pour les films infrarouge (Kodak IE) jusqu'en 1996[4])
- E-5 : Procédé expérimental, usage restreint, sous une forme modifiée AR-5, au traitement de films utilisés en photographie aérienne
- E-6 : Dernier procédé pour le traitement de la plupart des films couleurs inversibles (depuis 1977).

D'autres firmes utilisent leurs propres désignations pour des procédés identiques. C'est le cas notamment du procédé CR-55 de Fujifilm (équivalent au E-4) ou du procédé CRK-2 Konica (E-6).
Le procédé Ektachrome diffère assez nettement du procédé Agfa Ap-41 utilisé jusqu'en 1983 pour le traitement de films comme les Agfachrome CT18 et 50s Professionnel.

## Arrêt de la production
Fin 2009, Kodak annonce la fin de la fabrication des pellicules Ektachrome 64T (EPY - film pour lumière artificielle) et 100 Plus (EPP - film professionnel), dont les ventes ont fortement décliné. Le 4 février 2011, la firme annonce l'arrêt de la production de l'Ektachrome 200 et fin 2011, c'est l'arrêt du film Professional Elite Chrome 100. Le 1er mars 2012, c'est la fin de trois autres films, les Ektachrome E100G et E100VS et l'Elite Chrome Extra Color 100. En décembre 2012, Kodak annonce l'arrêt de la production de l'Ektachrome 100D (photo et cinéma), dernier film inversible couleur produit par la marque.
Plusieurs années avant la fin de l'Ektachrome, Kodak a rebaptisé « Elite Chrome » certains de ses films de type E-6 pour la photographie.

## Reprise de la production
En janvier 2017, Kodak avait fait part de sa volonté de reprendre la production de son Ektachrome. Le 25 septembre 2018, Kodak annonce la disponibilité de l'Ektachrome en format 35 mm (photographie 24 × 36), Super 8 et 16 mm, via Kodak Alaris.  Cette nouvelle formulation n'existe que dans une version 100 ISO balancée pour la lumière du jour.
Les formats 120 et plans-films 4 × 5 " sont disponibles depuis décembre 2019.